# 应届毕业生
应届毕业生简称应届生，是中华人民共和国术语，可指高中毕业立即参加高考者。也可指大学或者硕士研究生毕业立即求职或者立即参与公务员、事业单位选拔者。应届生是一种硬性的行政规定，而非状态描述，一些公务员和企事业职位考试只允许应届生报名参加。在中国，企业招聘应届生称为“校园招聘”，而招聘往届生称为“社会招聘”，需要更高的履历。

## 延伸阅读
- 复读生
- 年龄歧视